# Sønner
Sønner è un film del 2006 diretto da Erik Richter Strand.

## Trama
Lars è un giovane venticinquenne che lavora come bagnino in una piscina di Oslo. Un giorno scopre che uno dei clienti della piscina ha nel quartiere la reputazione di essere un pederasta che adesca i ragazzini, presto però lo riconosce: è lo stesso che ha abusato di lui anni prima.
Il giovane si lascia prendere dalla rabbia e si imbarca in una crociata per fermare l'uomo. Ma ben presto le azioni di Lars finiscono per mettere in pericolo quelli che si proponeva di proteggere.

## Premi e nomination
| Anno | Manifestazione                                 | Premio                                    | Categoria             | Ricevente                                       | Risultato       |
| ---- | ---------------------------------------------- | ----------------------------------------- | --------------------- | ----------------------------------------------- | --------------- |
| 2006 | Mannheim-Heidelberg International Filmfestival | Special Prize in Memoriam R.W. Fassbinder | N.D.                  | Erik Richter Strand                             | Vincitore/trice |
| 2006 | Mannheim-Heidelberg International Filmfestival | Main Award of Mannheim-Heidelberg         | N.D.                  | Erik Richter Strand                             | Candidato/a     |
| 2006 | Tallinn Black Nights Film Festival             | Don Quixote Award                         | N.D.                  | Erik Richter Strand                             | Vincitore/trice |
| 2006 | Tallinn Black Nights Film Festival             | Grand Prize                               | N.D.                  | Erik Richter Strand                             | Candidato/a     |
| 2007 | Premio Amanda                                  | Premio Amanda                             | Miglior attore        | Henrik Mestad                                   | Vincitore/trice |
| 2007 | Premio Amanda                                  | Premio Amanda                             | Miglior film          | N.D.                                            | Candidato/a     |
| 2007 | Premio Amanda                                  | Premio Amanda                             | Miglior regista       | Erik Richter Strand                             | Candidato/a     |
| 2007 | Premio Amanda                                  | Premio Amanda                             | Miglior sceneggiatura | Erik Richter Strand Thomas Torjussen            | Candidato/a     |
| 2007 | Nordic Council                                 | Nordic Council's Film Prize               | N.D.                  | Erik Richter Strand Thomas Torjussen Eric Vogel | Candidato/a     |
| 2007 | Palm Springs International Film Festival       | New Voices/New Visions Grand Jury Prize   | N.D.                  | Erik Richter Strand                             | Candidato/a     |
| 2007 | Seattle International Film Festival            | New Director's Showcase Award             | N.D.                  | Erik Richter Strand                             | Vincitore/trice |